# Andreas Künne

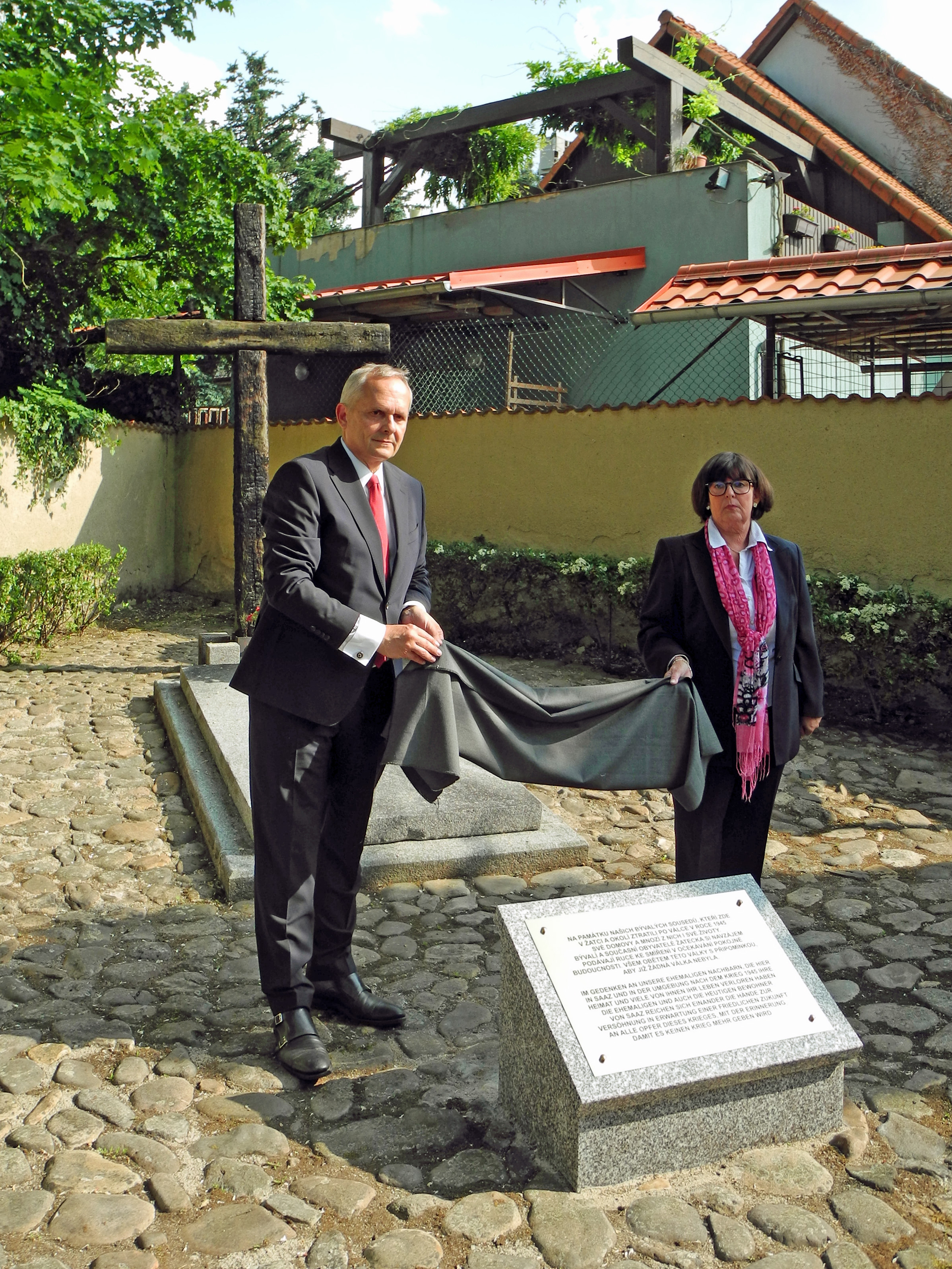
Botschafter Andreas Künne bei der Enthüllung einer Gedenkplatte in Žatec (Saaz)

Andreas Künne (* 1966) ist ein deutscher Diplomat. Er ist seit 2021 Botschafter Deutschlands in Tschechien.

## Leben
Andreas Künne trat 1993 in den Auswärtigen Dienst ein. Es folgten Stationen in Kopenhagen, Seoul, Brüssel, Vilnius, im Bundeskanzleramt und als politischer Berater im damaligen Führungsstab der Streitkräfte. Er war 2011 bis 2015 Gesandter und Leiter der Abteilung für Wirtschaft und globale Fragen an der Botschaft Pretoria in Südafrika. 
Danach kehrte Künne als Leiter des Referates OR01, das für Grundsatzfragen der internationalen Ordnung, Sicherheitsrat, Generalversammlung, Friedensmissionen und Sanktionen der Vereinten Nationen zuständig war, ins Auswärtige Amt nach Berlin zurück. Dort war er von Juli 2018 bis Juli 2021 Beauftragter für Vereinte Nationen und Terrorismusbekämpfung im Amt eines Ministerialdirigenten.
Im August 2021 wurde Künne Botschafter Deutschlands in Tschechien.